# Троцький Ілля Маркович
Троцький Ілля Маркович (нар. 10 червня 1879, Ромни, Полтавська губернія, (тепер Сумська обл. України) — пом. 5 лютого 1969, Нью-Йорк, США) — журналіст, редактор, громадський діяч, мемуарист.

## Біографія
Навчався в Роменському реальному училищі, Катеринославському Вищому гірничому училищі та Віденському Політехнічному інституті, де був вільним слухачем машинобудівного факультету.
У 1900-х роках публікувався у періодиці «Кримський вісник», «Русь», «Світанок» («Рассвет») і «Російське слово». З 1906 року жив за кордоном, спочатку в Австрії (Відень), потім у Німеччині (Берлін). Публікував свої замітки в німецькомовній пресі, займався перекладацькою діяльністю. У 1912—1914 роках видавав у Берліні російськомовну газету «Закордонні відгуки» («Заграничные отклики»).
В 1909—1917 роках був кореспондентом газети «Руське слово»: до 1914 р. в Берліні, потім у Скандинавії. З 1914 по 1920 рік жив у Копенгагені та Стокгольмі, потім знову в Берліні. Співпрацював з емігрантськими виданнями — у берлінських газетах «Дні» (з 1926 р. газета виходила в Парижі), «Кермо» («Руль»), а також у паризькій газеті «Останні новини», ризькій «Сьогодні» та ін. В 1933 році публікував у «Сегодня» репортажі зі Стокгольму про заходи у зв'язку з присудженням Івану Буніну Нобелівської премії з літератури.
Вів різнобічну громадську роботу. Головував у Скандинавському центральному комітеті допомоги постраждалим від війни євреям, член Громадського комітету по організації допомоги голодуючим у Росії, член Спілки російських письменників і журналістів у Берліні, з 1925 року — голова ревізійної комісії і член Правління цієї Спілки. У політичному плані був «народний соціаліст». Член Республікансько-демократичного об'єднання, співробітник єврейських організацій Джойнт, ОРТ, ОЗЕТ.
Співпрацював з берлінським видавництвом Ульштейн-Пропілеї (Ullstein-Propyläen Verlag). Після 1933 року жив у Копенгагені і Парижі, займався журналістикою, друкувався у газеті «Paris-Soir». У 1937 році був прийнятий в паризьку масонську ложу «Вільна Росія» («Свободная Россия»).

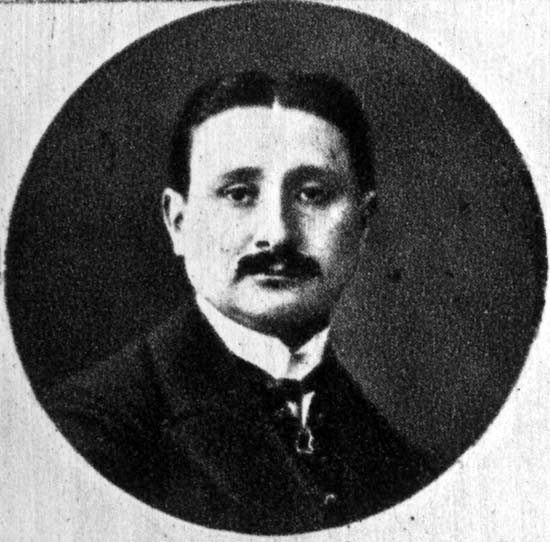
Ілля Троцький іноземний кореспондент газети «Русское слово» у Скандинавії, 1916 р.

У 1935 році отримав від ОРТ і ОЗЕ призначення, бути їх представником в Аргентині, де заснував відділення цих організацій у Південній Америці. З 1939 р. постійно жив у Буенос-Айресі. Співпрацював з місцевими єврейськими періодичними виданнями на ідиш «Їдише цайтунг» («Єврейська газета»), «Der shpigl» («Дзеркало»), був редактором «Антології єврейських поетів Аргентини».
У 1946 році оселився у Нью-Йорку. Займався літературною і громадською діяльністю. Працював у нью-йоркській газеті «Нове російське слово», там же публікував свої статті російською мовою. Друкувався так само у нью-йоркській пресі на ідиш — «Форвертс» (Вперед), «Цукунфт» («Майбутнє»), «Моргн-журнал» («Ранковий журнал»), «Дер тог» («День»), «Дер американер» («Американець») та в аргентинській німецькомовної газеті «Jüdische Wochenscha». Брав участь у роботі Союзу руських євреїв, був секретарем правління Літературного фонду.
Автор спогадів про відомих літераторів і громадських діячів першої половини XX ст., опублікованих у періодичній пресі («Дні», «Нове російське слово», «Сьогодні»).
Архів В. М. Троцького зберігається в нью-йоркському Інституті єврейських досліджень YIVO (Ilya Trotsky, RG 577).